# 夏威夷擬鮋
夏威夷擬鮋（学名：Scorpaenopsis cacopsis）是輻鰭魚綱鮋形目鮋亞目鮋科的其中一種，為熱帶海水魚，分布於中太平洋東部夏威夷群島海域，棲息深度4-60公尺，體長可達51公分。棲息在珊瑚礁、礁石區底層水域，獨居性，生活習性不明，可作為觀賞魚。

## 扩展阅读
維基物種上的相關：夏威夷擬鮋